# Haus vom Nikolaus

Одно из решений головоломки

Das Haus vom Nikolaus (англ. The house of the St Nicholas) — детская задачка, головоломка, цель которой — не отрывая карандаша от бумаги, обвести «домик» (открытый почтовый конверт) из 8 линий так, чтобы не пройти по линии дважды. Попробовать найти такое решение, чтобы точки начала и окончания пути совпали.

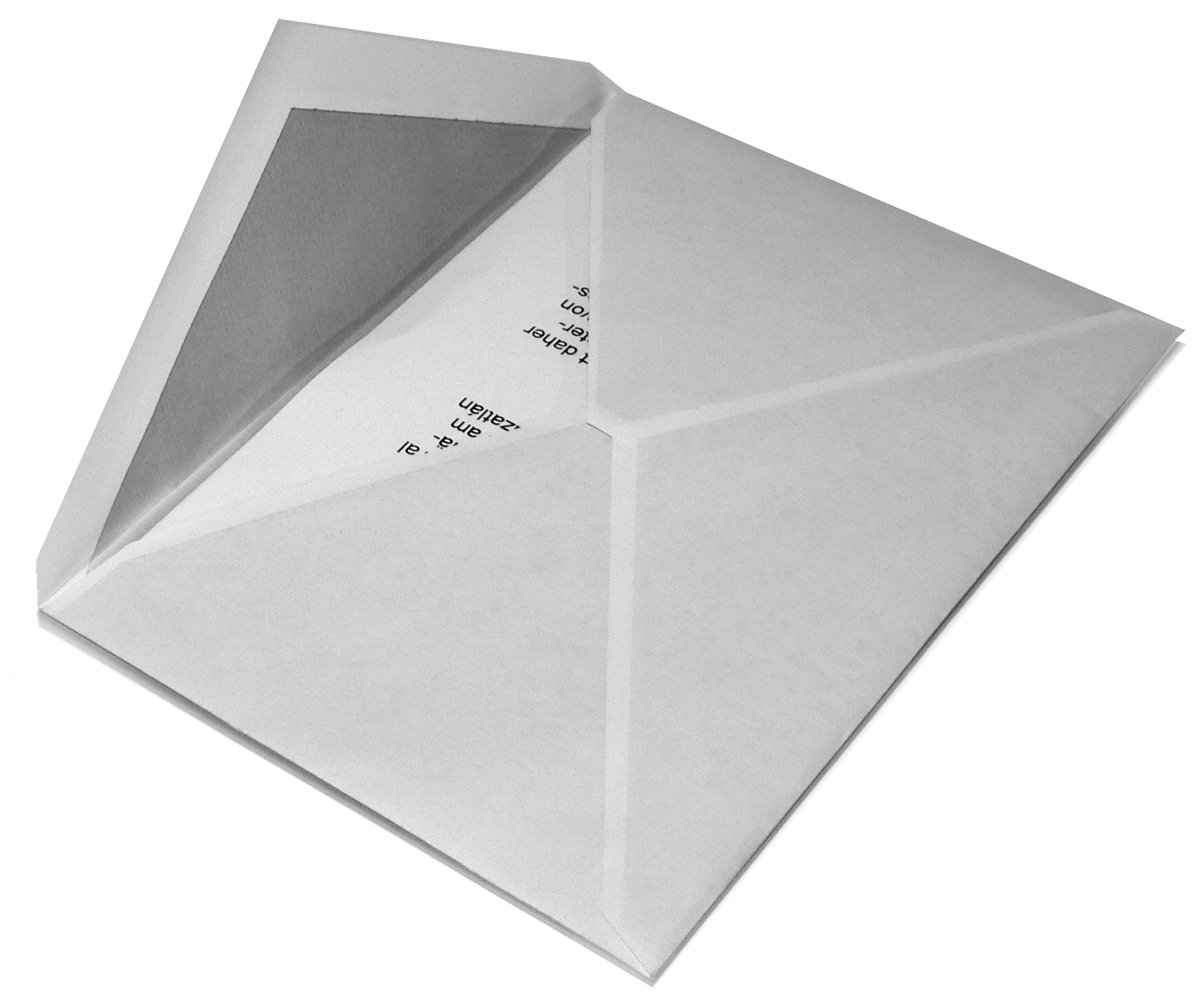
Конверт

## История
История происхождения этой головоломки неизвестна. Возможно, она была известна уже в конце XIX века.

## Германия
В Германии прорисовка линий сопровождается озвучиванием стишка: 1 Das 2 ist 3 das 4 Haus 5 vom 6 Ni- 7 ko- 8 laus.
Варианты:
- Прорисовка 2 домов в сопровождении изречения: «Das ist das Haus vom Ni-ko-laus und ne-ben-an vom Weih-nachts-mann».
- Прорисовка дома с гаражом и флажком в сопровождении изречения: «Das ist das Haus vom Ni-ko-laus mit Ga-ra-ge und ei-nem Fäh-ne-lein drauf».
- Прорисовка 2 домов, улицы и следующего дома в сопровождении изречения: «Das ist das Haus vom Ni-ko-laus und ne-ben-an vom Weih-nachts-mann und über der Straß, das vom Oster-has´».

## Математика
С математической точки зрения эта задача из области теории графов: имеется граф, для которого необходимо найти эйлеров путь. Граф состоит из восьми узлов, два из которых (1 и 2) — нечётной степени.
Поиск всех решений — популярная задача для проверки алгоритмов, использующих Поиск с возвратом. При старте с вершины 1 имеется 44 решения.

Возможные решения (44)

## В культуре и искусстве
- Тема использовалась в 1986 году художником Райнхольдом Брауном. Картина находится в высшем административном суде Баден-Вюртемберг.
- Клаус Хунеке, 1983 год, холст.